# 安德烈·普爾金
安德烈·葉夫根尼耶維奇·普爾金（俄语：Андрей Евгеньевич Пургин，1972年1月26日—）是烏克蘭活動家，與亞歷山大·楚爾坎（Александр Цуркан）、奧列格·弗羅洛夫（Олег Фролов）共同創立了頓涅茨克共和國政黨。 直到 2015年9月4日，他一直擔任有爭議的頓涅茨克人民共和國人民委員會主席。

## 生平
安德烈·普爾金1972年1月26日出生於頓涅茨克。1989年，進入頓涅茨克國立技術大學。並從1990年代初到 2000年代中期，擔任了大約70個工作，包括貿易公司、慈善組織和頓涅茨克馬戲團。
2005年2月23日（蘇聯陸軍和海軍日），普爾金參加了革命出生聯盟的抗議活動，該聯盟在頓涅茨克的列寧廣場建立了一個小帳篷城。抗議者提出了一項包含 12 項原則的要求，其中包括烏克蘭聯邦化、俄語的官方地位以及其他促進講俄語人口權利的問題。 伏羅希洛夫州頓涅茨克地方法院下令拆除帳篷。
2005年底（2005年12月6日），普爾金已經領導了新組織的運動頓涅茨克共和國，該運動聲稱其繼承了蘇聯傀儡國家頓涅茨克-克里沃羅格蘇維埃共和國的遺產。該組織聲稱與維克托·尤先科總統的“橙色瘟疫”作鬥爭，這是邊緣的。 
2013年冬天，普金與“titushky”一起在頓涅茨克驅散了歐洲民主聯盟的支持者； 但在激烈的戰鬥中，蒂圖什基擊敗了他。
據烏克蘭內政部稱，普爾金於2014年3月19日被烏克蘭安全局（SBU）逮捕，但在2014年3月22日他已被釋放。2014年4月19日，普爾金被列入SBU恐怖主義通緝名單。
普爾金在2014年5月18日接受“Informbyuro”採訪時表示，1994年3月27日，頓涅茨克和盧甘斯克地區舉行了全民公決，90%的人口投票支持烏克蘭聯邦化。他還承認，頓涅茨克共和國作為組織還包括主要在馬基夫卡的民族布爾什維克。
普爾金反對2015年2月新明斯克停火協議的一些關鍵點。
2015年9月4日，普爾金因“企圖擾亂人民蘇維埃會議並提供虛假煽動性信息”而被免去未獲承認的頓涅茨克人民共和國人民委員會主席的職務。然後他因不知道的原因被拘留了四天。主席變成他的副手丹尼斯·普希林。普希林否認普爾金被捕。 